# Санті ді Тіто
Санті ді Тіто  (італ. Santi di Tito; 5 грудня, 1536, Флоренція — 25 липня, 1603, Флоренція) — італійський (флорентійський) художник XVI століття, котрий свідомо відмовився від стилю маньєризм.

## Життєпис
Народився в малому містечку Сансеполькро в Тоскані. Якщо день і рік народження майбутнього художника добре відомі, збережено мало відомостей про роки навчання. Так, гіпотетично він міг навчатися у Баччо Бандінеллі чи у Аньйоло Бронзіно. Починав в майстерні Себастьяно де Монтекаріо.
До середини XVI століття покоління місцевих художників і скульпторів перетворили Флоренцію на справжній музей, де вже були накопичені скарби мистецтва. Тому юнак зі здібностями міг навчатися, спостерігаючи фрески, вівтарі і картини у флорентійських церквах, соборах і приватних збірках.

## Праця в Римі
Збережені відомості, що у період 1558–1564 років він вже працював у папському Римі, тобто до цього часу він вже опанував художні техніки і працював художником-фрескистом у команді, де були Ніколо Чірчіньяні (після 1517 — після 1596) та Джованні де Веккі (1536–1614), останній теж був уродженцем міста Сансеполькро. В Римі вони створювали фрески в палаці Сальвіаті та у Великій залі ватиканського Бельведера.

## Зміни в художній манері
Санті ді Тіто починав як прихильник маньєризму, що запанував серед митців Флоренції, Парми і Риму. Але перебування у Римі і спостереження за фресками Рафаеля Санті навернуло молодого художника до врівноважених композицій і майже класичних форм, таких відмінних від тих, що панували в переускладнених творах Федеріко Цуккарі, Алессандро Аллорі, Джорджо Вазарі, Аньйоло Бронзіно.
В подальшому на творчу манеру митця суттєво вплинули настанови Тридентського собору. За цими суворими настановами релігійні картини позбавляли ідеологічної сваволі  самих художників і всі картини мали бути продовженням католицизму та його доктрин. Художникам надали перелік дозволених сюжетів і залишили право на пошуки лише у композиціях та у кольорах. Бажаними були ефектні композиції і розпалення віри шляхом звертання до почуттів прочан.

## Повернення у Флоренцію
1564 року він повернувся у Флоренцію.  Його прийняли у місцеву Художню академію мистецтва малюнку. Це було визнання його здібностей.  Практично уся художня діяльність майстра відтепер була пов'язана із Флоренцією. 
Так, він створив декілька міфологічних картин для Студіоло Франческо І Медічі («Сестри Фаетона», «Геркулес в полоні у Омфали» ). Він брав участь у декоруванні фресками каплиці Академії, котра була розташована в церкві Сантіссіма Аннунціата. В церкві Санта Кроче він створив фреску «Воскресіння», а в соборі Санта-Марія-дель-Фйоре — дві частини фресок «Ангельська музика».
Серед біблійних картин цього періоду — «Христос воскрешає померлого Лазаря», «Свята бесіда», «Мучеництво св. Стефана», «Христос в Еммаусі», «Моління про чашу» тощо.
На флорентійських шанувальників живопису справило помітне враження полотно «Видіння розп'ятого Христа Томмазо Аквінським», з її суворим реалізмом і відсутністю дріб'язок стилю маньєризм. Для флорентійців це нагадувало кращі твори уславленого Мазаччо. Насправді Санті ді Тіто стояв у авангарді митців, що відкривали шлях до нової стилістики — бароко XVII століття.
Санті ді Тіто не зупинявся на художній творчості. Так він брався за архітектурні роботи. Відомо, що він брав участь у побудові вілли Деї Колацці у Джоголі та вілли Доччіа у Фьєзоле.

## Власна родина
У Флоренції узяв шлюб із синьйориною Аньйолеттою Ландуччі. Їх син Тіберіо ді Тіто (1573–1627) теж став художником.

## Учні
Серед них — Лодовіко Чіголі, Франческо Моті (що став скульптором).

## Смерть
Санті ді Тіто помер у Флоренції 23 липня 1603 року.

## Вибрані твори (перелік)
- «Сестри Фаетона», 1572 р.

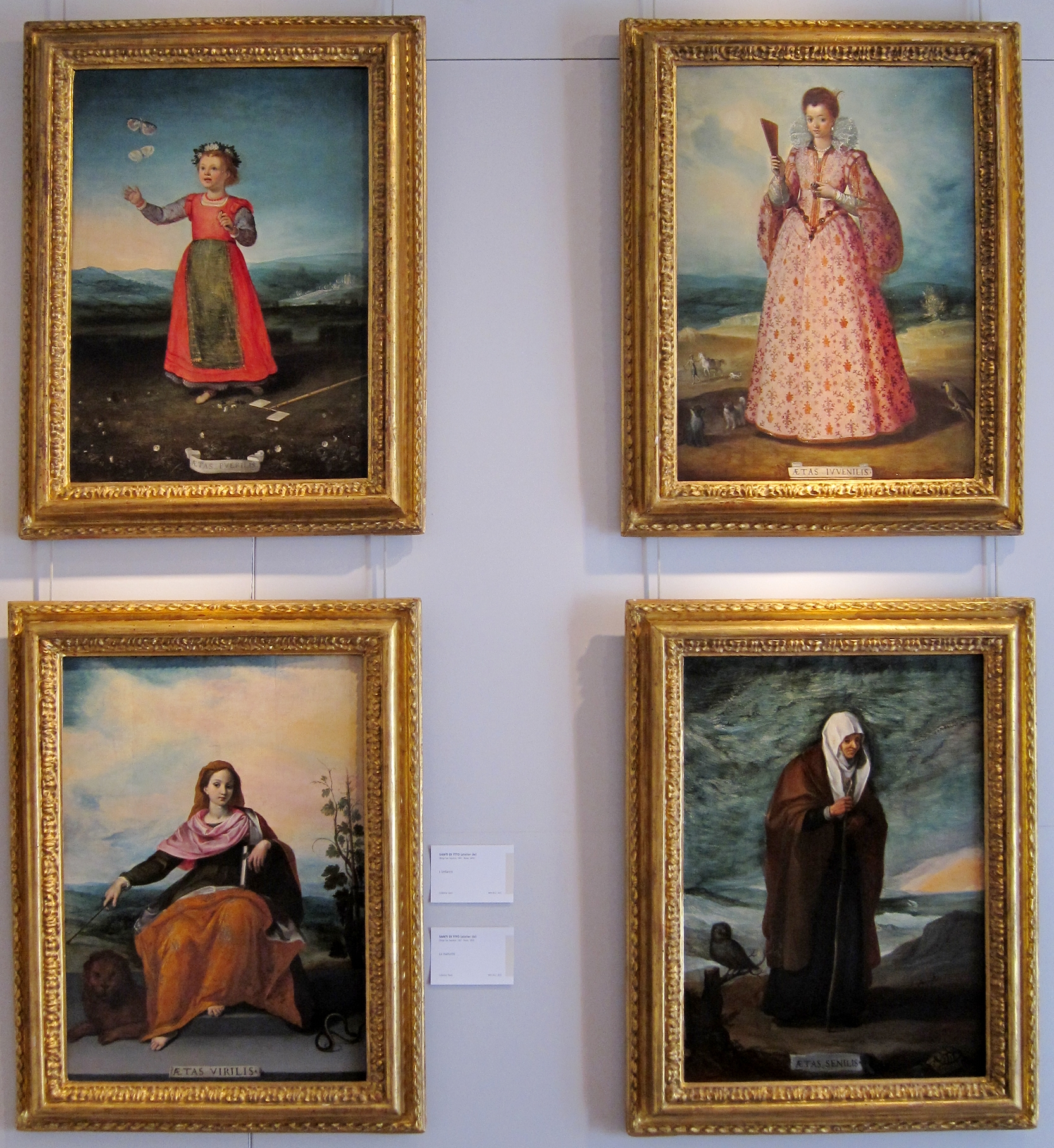
Санті ді Тіто, серія з чотирьох картин «Пори життя жінки» («Дитинство», «Молодість», «Зрілість», «Старість»)

- « Геркулес в полоні у Омфали» , 1572 р.
- «Вечеря у Еммаусі», 1574 р.

- «Христос воскрешає померлого Лазаря», 1576 р.
- «Увірування апостола Фоми»
- «Благовіщення»
- «Марія Маддалена де Рацці у віці 16 років»
- «П'єтро де Медічі», до 1586 р., Галерея Уффіці
- «Портрет Нікколо Макіавеллі», Палаццо Веккіо, Флоренція
- «Перехід євреїв через Чермне море»
- «Поклоніння волхвів»
- «Портрет Кристини Лотаринзької»
- «Портрет шляхетної пані з собачкою біля колони»
- «Алегорія закону»
- «Донька Ніколо ді Сінібальдо Лукреція з папугою»
- серія з чотирьох картин «Пори життя жінки» («Дитинство», «Молодість», «Зрілість», «Старість»)
- «Преображення»
- «Два янголи відкривають картині з оплакуванням Христа», Міський музей Сансеполькро
- «Видіння розп'ятого Христа Томмазо Аквінським», 1593 р.

## Вибрані твори (портрети, галерея)

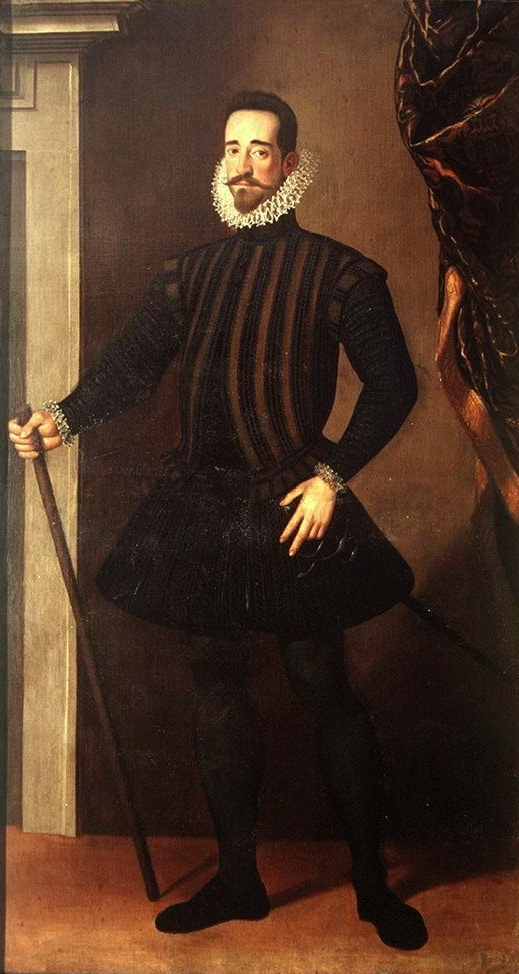
Санті ді Тіто. «Портрет П'єтро де Медічі», до 1586 р., галерея Уффіці

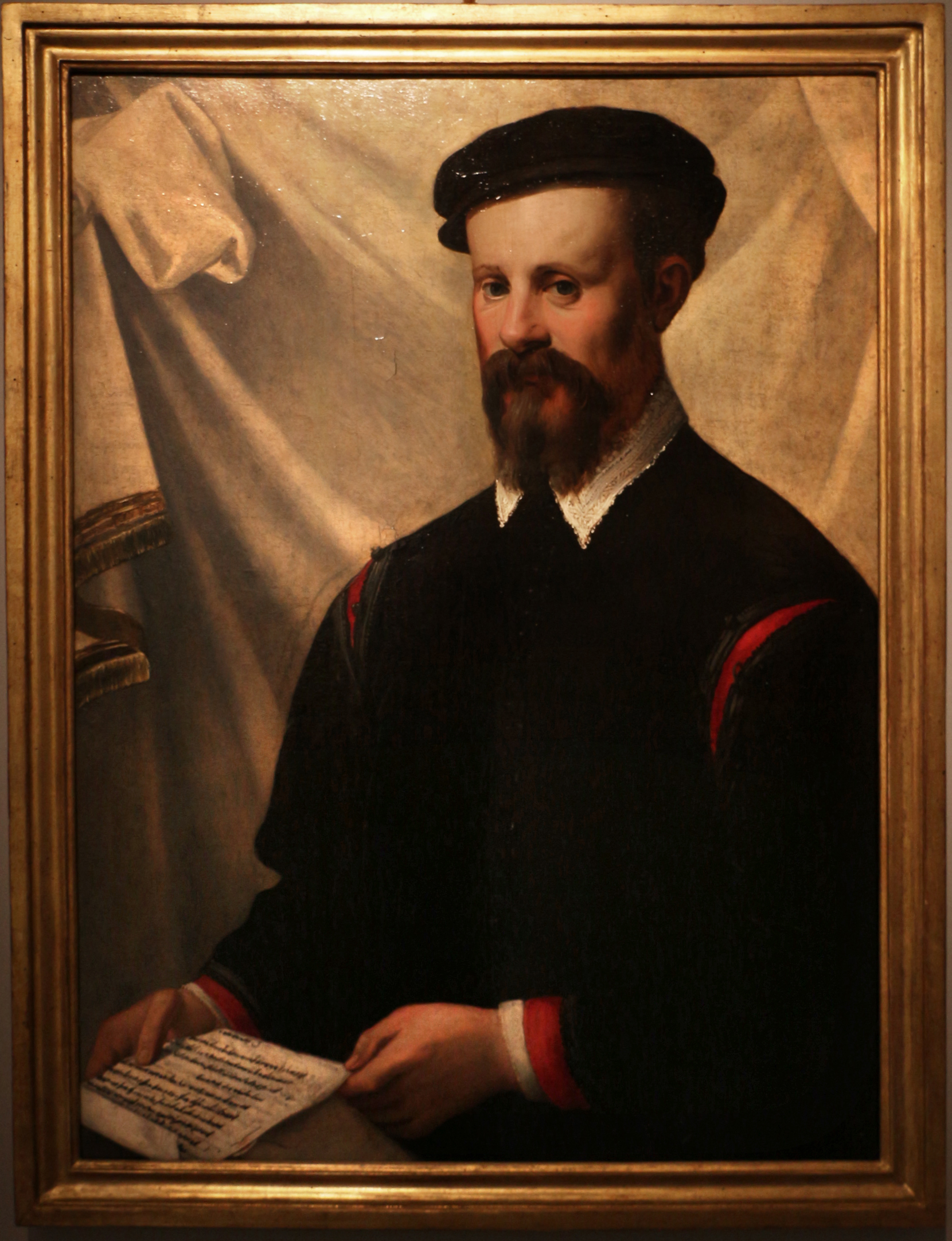
Санті ді Тіто. «Невідомий з листом в руках», до 1570 р.
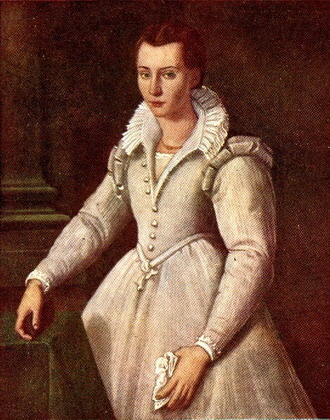
Санті ді Тіто. «Марія Маддалена де Пацці у віці 16 років», 1583  р.
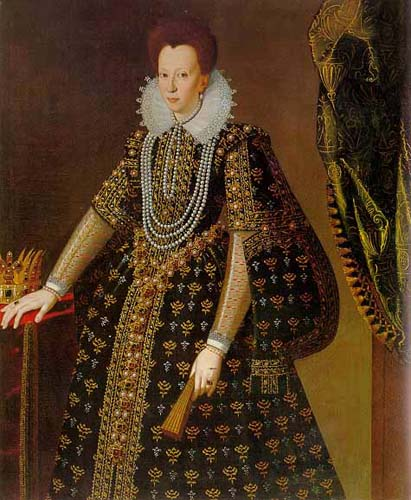
Санті ді Тіто. «Кристина Лотаринзька», княгиня Тосканська
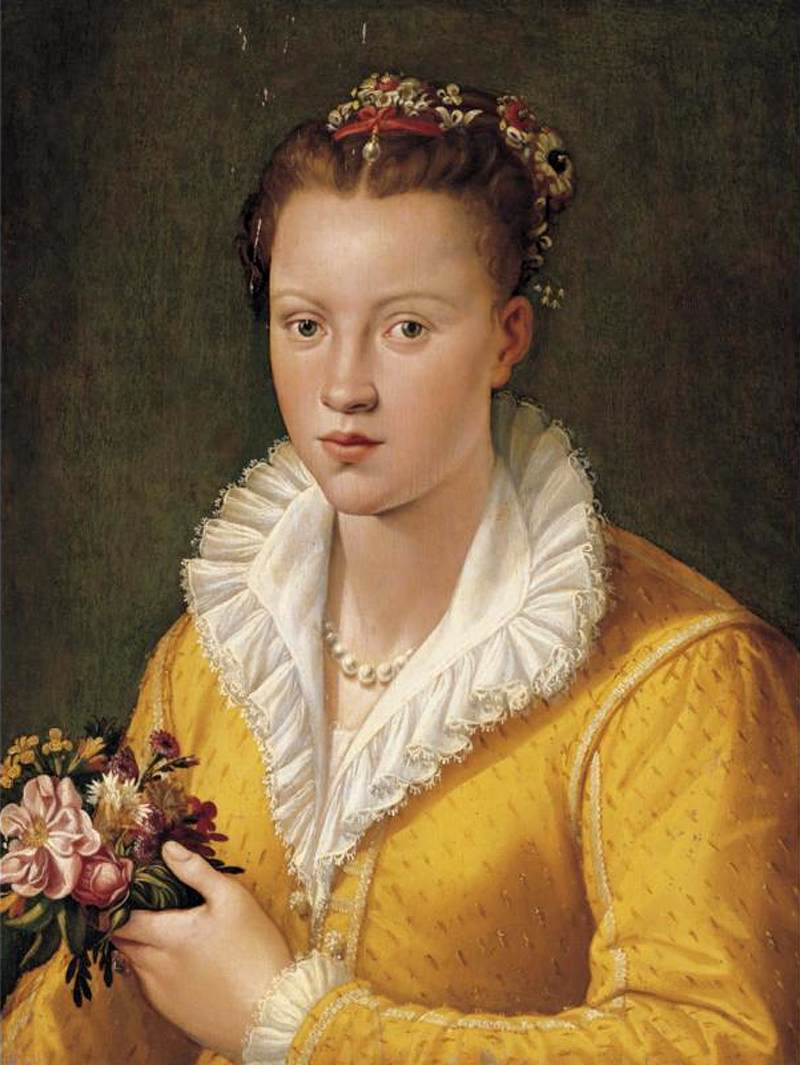
Санті ді Тіто. «Невідома в жовтому з квітами в руці», приватна збірка

## Вибрані твори (релігійний живопис)

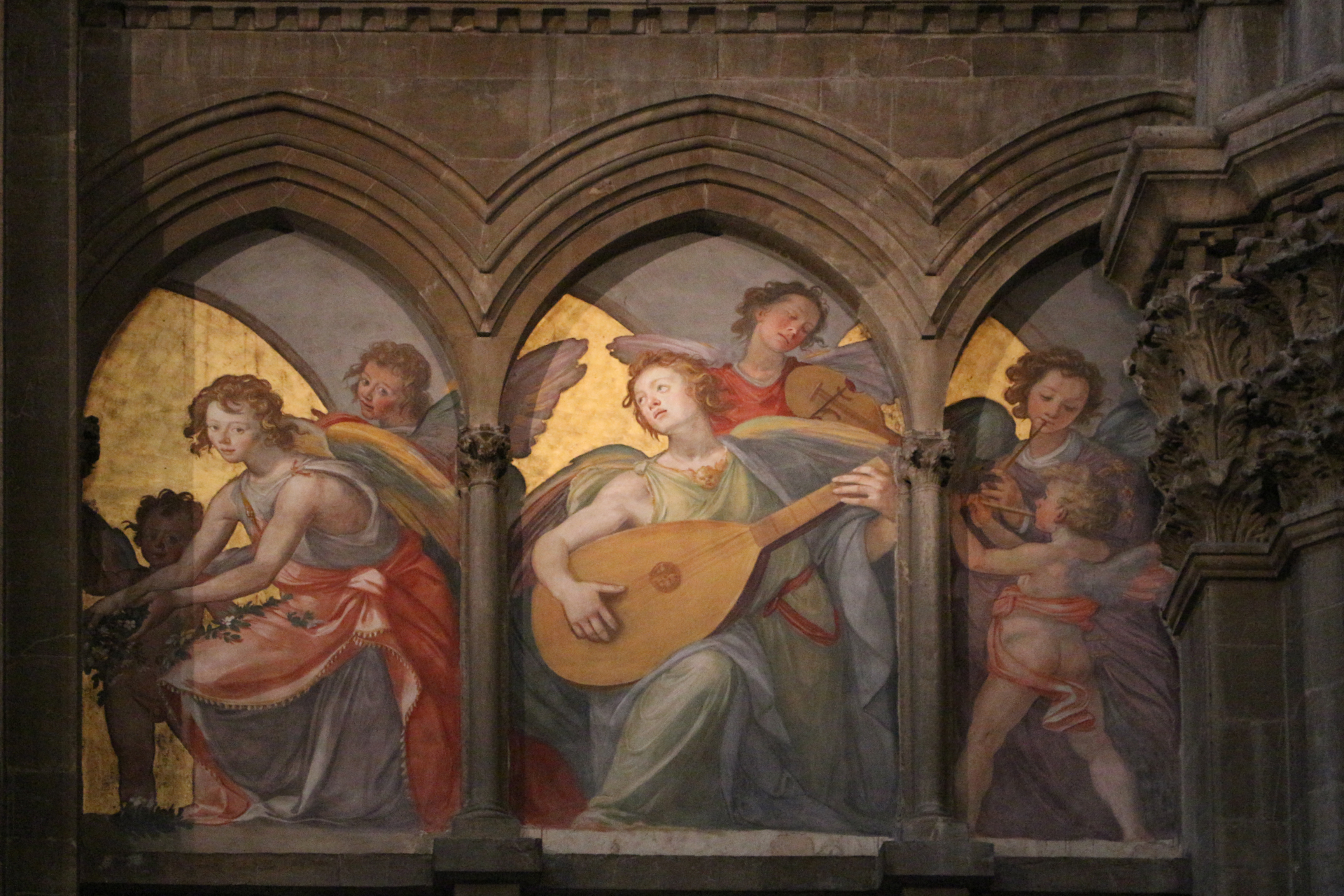
Санті ді Тіто. Фреска «Ангельська музика», собор Санта-Марія-дель-Фйоре, 1589 р.

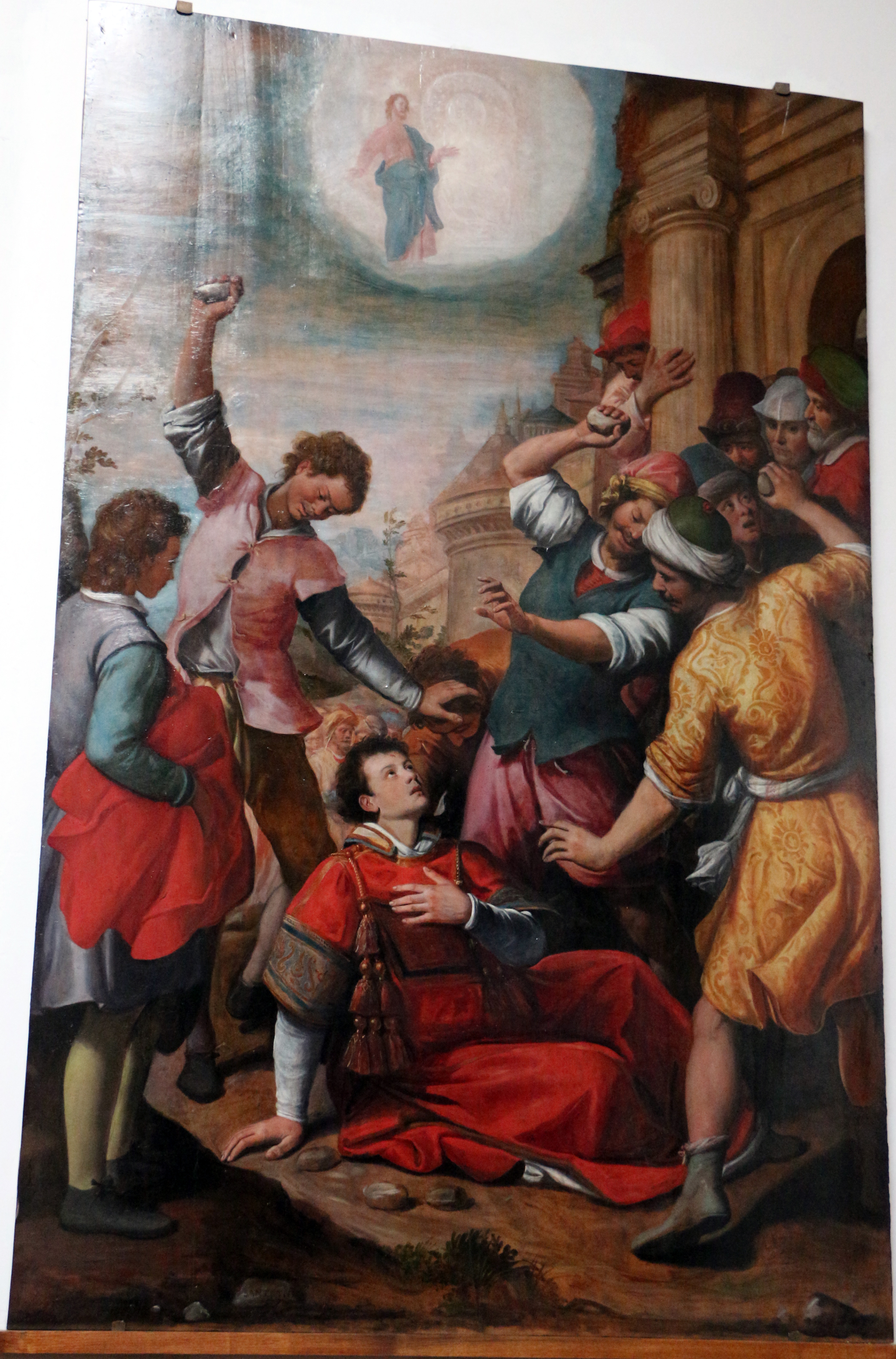
Санті ді Тіто. «Мучеництво св. Стефана», 1599 рік
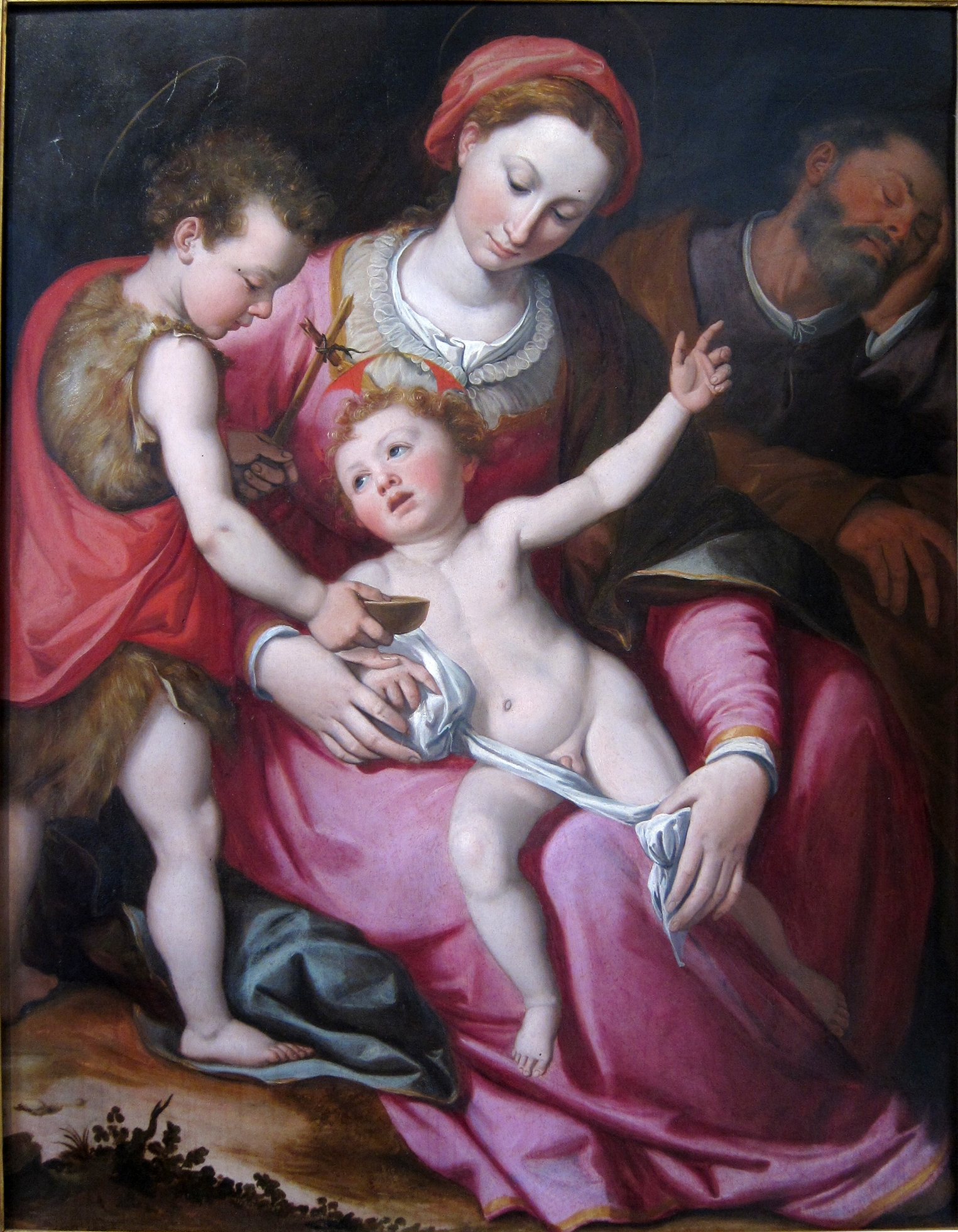
Санті ді Тіто.«Свята Родина з Іваном рестителем дитиною»»
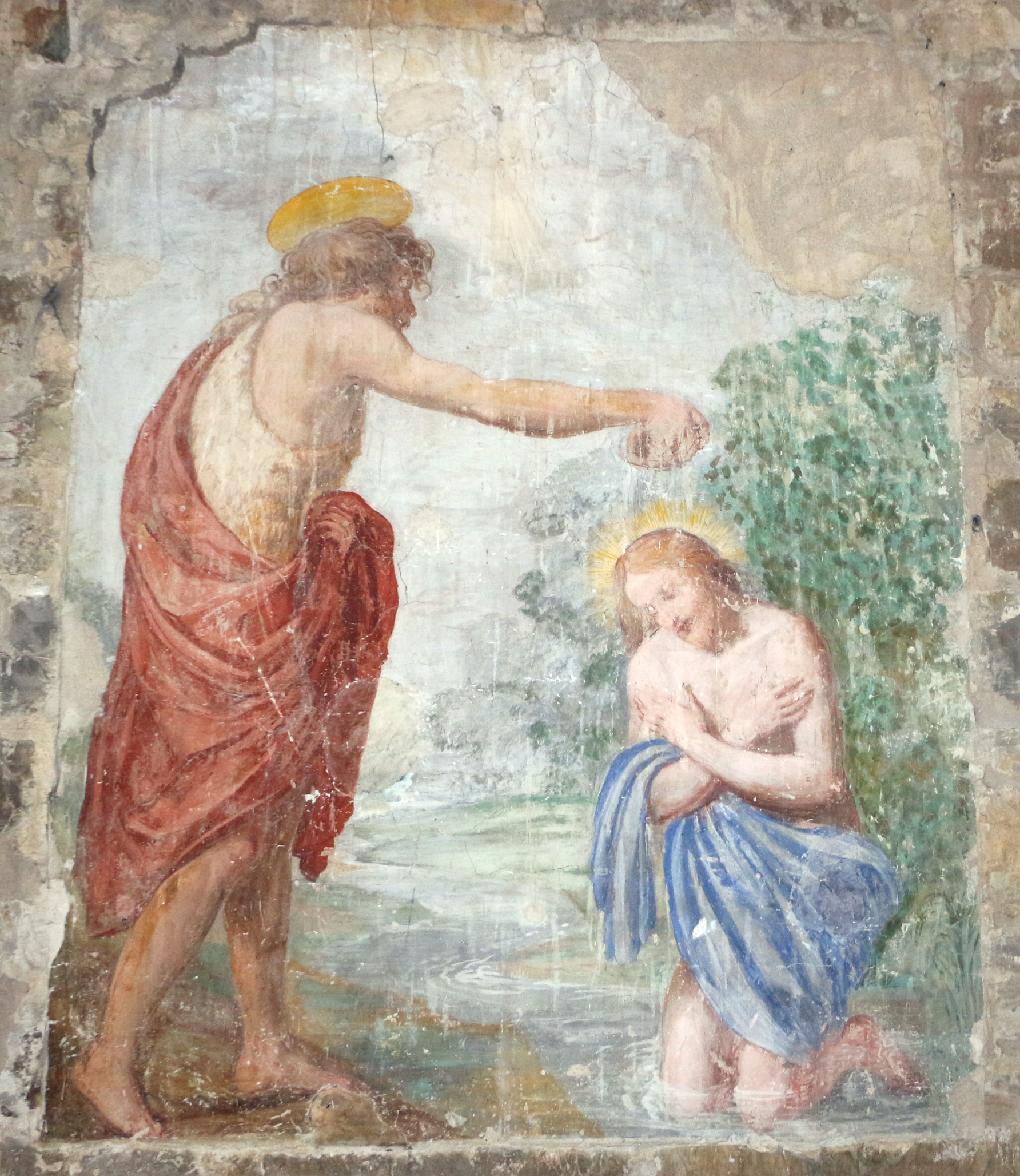
Санті ді Тіто. Фреска «Хрещення в Йордані»
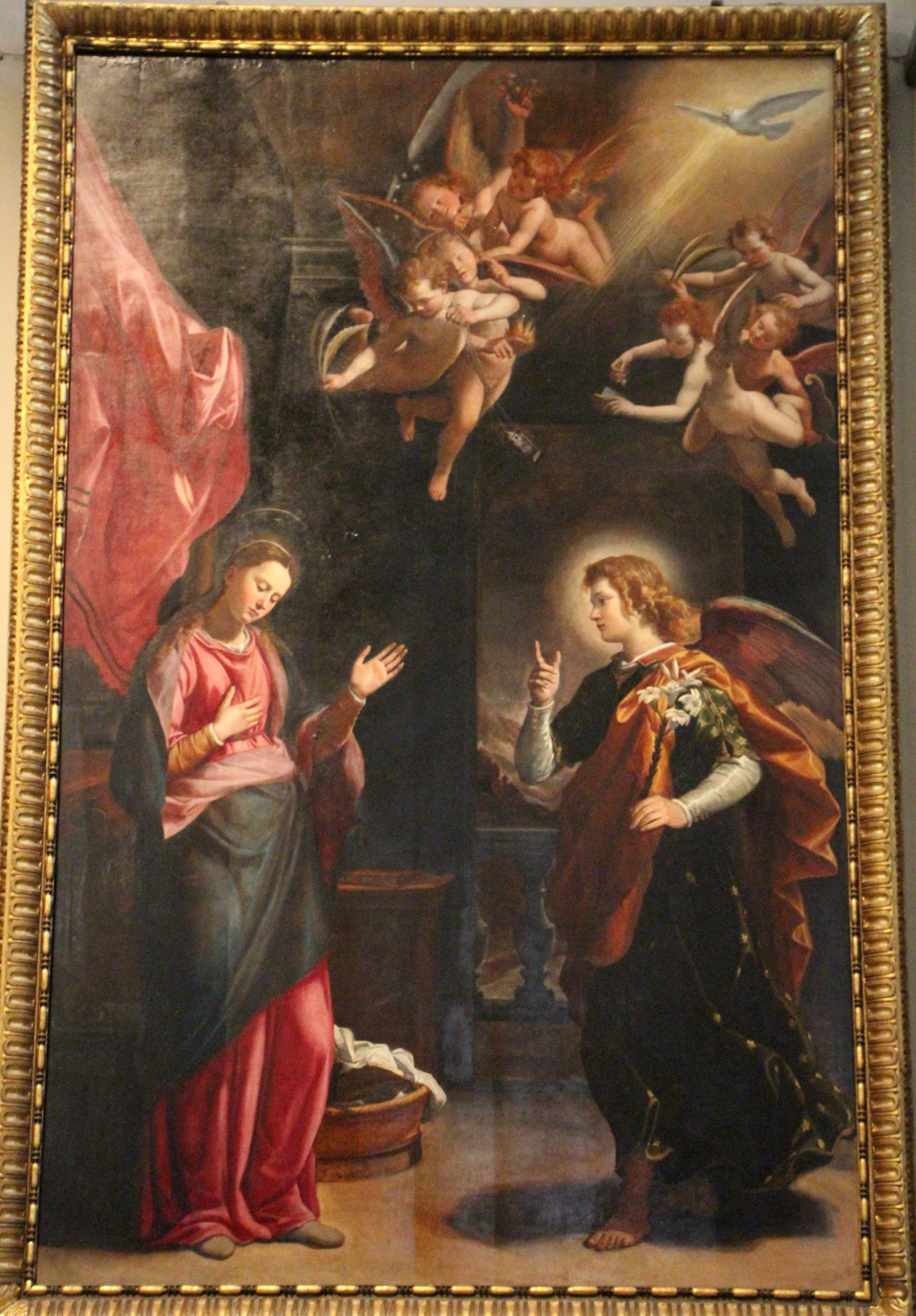
Санті ді Тіто. «Благовіщення», 1603 рік